# 言論・出版の自由 アレオパジティカ
『言論・出版の自由 アレオパジティカ』（げんろんしゅっぱんのじゆう アレオパジティカ、Areopagitica; A speech of Mr. John Milton for the Liberty of Unlicenc'd Printing, to the Parlament of England）は、印刷物に対するライセンス制と検閲に反対するイングランドの詩人・学者のジョン・ミルトンによる1644年のポレミック論文。
タイトルの「アレオパジティカ」はイソクラテスの「第七演説」からとられたもので、アレイオパゴスでの演説に由来しているとされる。1643年6月14日に制定された「印刷の規制に関する条例」（An Ordinance for the Regulating of Printing）による言論統制と、ジョン・リルバーンが1638年4月に文書を密輸入・出版した罪で罰金と鞭打ちの刑に処され、投獄されたことへの抗議を目的として書かれた。出版当時には大きな影響を与えることはなく、初版で発禁となったが、これは検閲を受けずに出版したためである。
本書は後年になって再評価され、ジョン・スチュアート・ミルの『自由論』とともに「英米圏のメディア史ないし言論・出版の歴史において，その〔言論・出版の自由の〕思想的源泉として必ずと言っていいほど言及される」と評される古典となった。言論と表現の自由の権利の原則に対する歴史上もっとも影響力があり、熱烈な哲学的擁護論の一つであり、本書が示した原則の多くは、現代における言論・出版の自由の正当性の主張の基礎を形成している。

## 日本語訳
- 上野精一, 石田憲次, 吉田新吾 訳『言論の自由 : アレオパヂティカ』新月社〈英米名著叢書〉、1948年6月。
  - ミルトン 著、上野精一, 石田憲次, 吉田新吾 訳『言論の自由 : アレオパヂティカ』岩波書店〈岩波文庫〉、1953年3月。
- ミルトン 著、原田純 訳『言論・出版の自由 : アレオパジティカ 他一篇』岩波書店〈岩波文庫〉、2008年2月。ISBN 978-4-00-322061-0。

## 関連文献
- 香内三郎『言論の自由の源流 : ミルトン『アレオパジティカ』周辺』平凡社〈平凡社選書〉、1976年6月11日。
- 栗山雅俊「「出版の自由」と「出版の倫理」に関する一考察 : 新しい「出版の倫理」再構築のために」『出版研究』第47巻、日本出版学会、2016年、23-39頁、doi:10.24756/jshuppan.47.0_23。